# Du og Blå løser gåder
Du og Blå løser gåder (Blue's Clues & You!) er en amerikansk-canadisk tv-serie produceret for tv-kanalen Nickelodeon af Traci Paige Johnson, Todd Kessler og Angela C. Santomero.

## Handling
I lighed med den originale 1996-serie har denne serie en live-action vært i en animeret verden. Serien indeholder nye produktionsdesign, og figurerne (bortset fra værten) er animeret digitalt, skønt den visuelle stil forbliver den samme som den stil, der blev brugt i den originale serie.
Som det originale show, Du og Blå løser gåder afhængig af indbyggede tavshed designet til at tilskynde til publikums deltagelse og hvad New York Times kaldte "direkte adresse, der inviterer førskolebørn til at lege sammen med spil og løse mini-mysterier". Producerne af showet anerkendte, at dens tilbagevenden skyldtes nostalgi fra 1990'erne, og at selvom små børn havde mere adgang til teknologi og var mere visuelle end børnehaver i 1990'erne, havde de stadig de samme udviklingsmæssige og følelsesmæssige behov for at "bremse".